# Zorn Gottes
Der Zorn Gottes ist ein Motiv im Gottesbild insbesondere der monotheistischen Religionen des Judentums, Christentums und Islams. In den Heiligen Schriften dieser Religionen wird er in der Regel als ein übernatürliches Eingreifen Gottes gegen die Sünde dargestellt, entweder im Sinne einer Strafe oder eines Auslieferns an die eigenen Begierden. Es richtet sich gegen Einzelne oder Teile der Menschheit, so dass die treuen Gläubigen beziehungsweise die Überlebenden als die Auserwählten gelten.

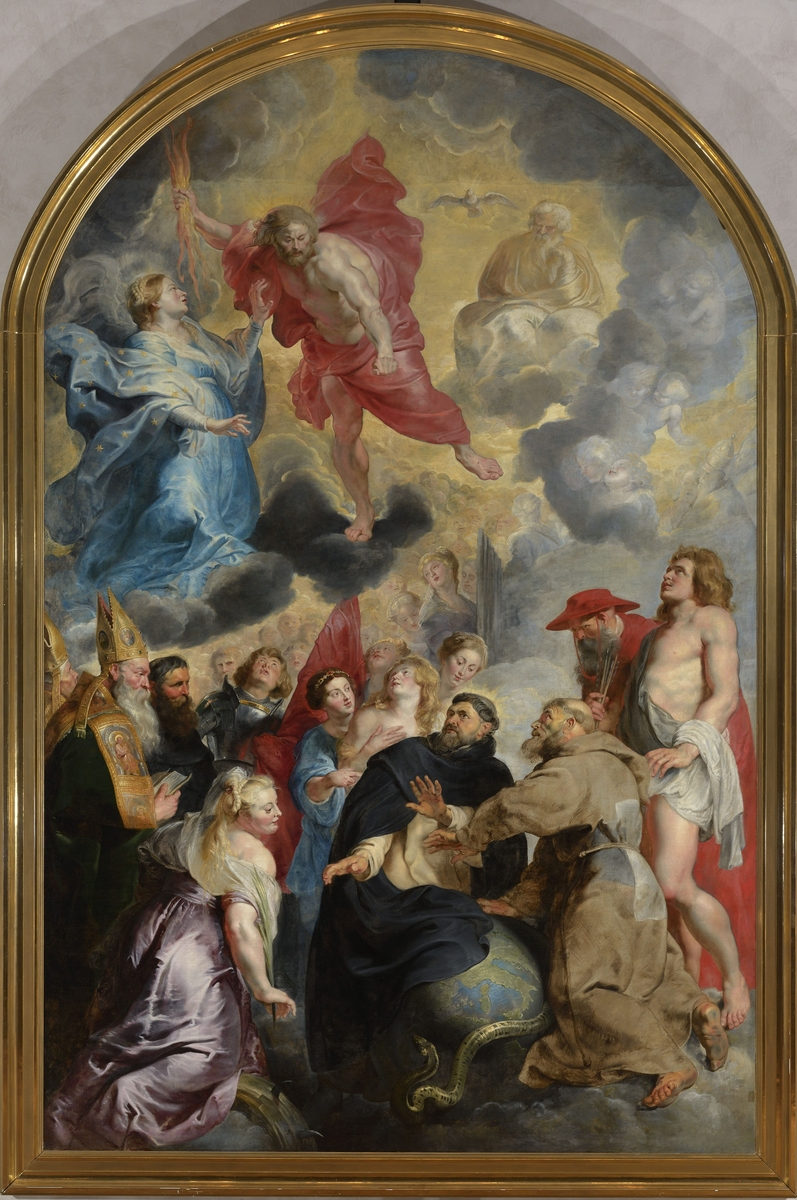
Peter Paul Rubens: Heilige bewahren die Welt vor dem Zorn Christi (1620)

## Polytheistische Religionen
In polytheistischen Religionen wird konsequenterweise eher vom Götterzorn gesprochen. Als Beispiele können Homer und die griechische Tragödie, aber auch die Wikingersage Vatnsdœla saga dienen.

## Judentum
Am häufigsten ist vom Zorn Gottes die Rede als Reaktion auf menschliches Fehlverhalten, z. B. in Bezug auf die Zerstörung Jerusalems (587/586 v. Chr.) als Folge von Sünde: Das Volk hat gesündigt, daher entbrennt Gottes Zorn über die Israeliten so sehr, dass sogar der Tempel und die Hauptstadt zerstört werden.
Zu weiteren Beispielen in der jüdischen Tora gehört z. B. die Zerstörung von Sodom und Gomorra (Gen 18,20–21 ; 19,23–28 ; zur Interpretation als göttliche Zorneshandlung vgl. Dtn 29,22 ). Andere Texte handeln nicht explizit vom Zorn, da sich kein Wort darin findet, das zum semantischen Feld von „Zorn/zürnen“ gehört. Dennoch können sie assoziativ mit dem Zorn verbunden werden, auch wenn die Texte selbst diese Zuordnung zum Zorn nicht enthalten: die Sintflut (Gen 6,9 –8,22 ), die Zerstreuung der Erbauer des Turms zu Babel (Gen 11,1–9 ) und die Zehn Plagen, die die Ägypter für die Verfolgung der Kinder Israels (Ex 7–12 ) trafen. Das biblische Israel selbst steht dabei zwischen Verwerfung und Erwählung.

## Christentum

### Neutestamentliche Aspekte
Auch im christlichen Neuen Testament gehört die Warnung vor Gottes Zorn (Joh 3,36 , Röm 1,18 ; 12,19 , Eph 5,6 ) zu den Glaubensinhalten. Das Jüngste Gericht wird unter anderem als „Tag des Zorns“ (Röm 2,5 ) beschrieben. Darüber hinaus ist die Rede von „Zorn und Grimm“ (Röm 2,8 ) und den „Gefäßen des Zorns“ (Röm 9,22 ). „Zorn“ (ὀργή, orgē) kann als Gegenbegriff zu „Heil“ (σωτηρία, sōtēria) aufgefasst werden (1 Thess 5,9 ).
Der Offenbarung des Johannes zufolge steht eine letzte Stunde großen Zornes Gottes noch aus (Off 14,19 ; 19,15 ). Es gibt vor allem zwei neutestamentliche Substantive für den Zorn, nämlich ὀργή und θυμός. Diese tauchen nicht besonders häufig auf: ὀργὴ insgesamt 36-mal, davon 10-mal im Römerbrief; θυμός insgesamt 18-mal, davon 10-mal in der Offenbarung.

### Kirchengeschichtliche Aspekte
Seit den Epidemien des 14. Jahrhunderts bis ins 18. Jahrhundert wurde der Gotteszorn häufig in sogenannten Pestbildern dargestellt, auf denen Gott mit Pfeilen, Lanzen oder dem Schwert bei den Menschen die Beulenpest hervorruft, wovor die Schutzmantelmadonna oder ein Pestheiliger schützen sollte.
Im jüdisch-christlichen Kontext gibt es dabei innerreligiöse und religionskritische Kontroversen sowohl um die göttliche „Gerechtigkeit“ als auch um die polare Emotionalität des Gottesbildes. Insbesondere radikale Prediger und fundamentalistische Religionsgemeinschaften, wie die Westboro Baptist Church, sehen in großen Naturkatastrophen wie den Hurrikan Katrina Anzeichen eines zürnenden Gottes und sprechen von einer „Sünde, sich nicht daran zu erfreuen, wenn Gott seinen Zorn und seine Rache über Amerika ausgießt“.
Demgegenüber sprechen andere davon, dass der Zorn Gottes mit der Erlösungstat Jesu ein Ende gefunden habe. So formulierte Kardinal Tarcisio Bertone 2007: Die Apokalypse ist also nicht, wie man oft meint, die beunruhigende Ankündigung eines katastrophalen Endes für die Menschheit, sondern die Erklärung des Scheiterns der höllischen Mächte und die großartige Verkündigung des Geheimnisses Christi, der zur Rettung der Geschichte und des Kosmos gestorben und auferstanden ist. (…) Die lateinische christliche Tradition hat aus der Apokalypse gelernt, daß der Zorn Gottes gerade deswegen und nur deswegen besungen wird, weil von dessen Auflösung und Umkehrung durch die Liebe des unschuldigen Lammes erzählt wird, das sich für unsere Rettung geopfert hat.

### Systematisch-theologische Aspekte

#### Friedrich D. E. Schleiermacher
In seiner Predigt „Daß wir nichts vom Zorne Gottes zu lehren haben“ will Friedrich Schleiermacher aufzeigen, dass es zu den „Unvollkommheiten unseres Glaubensbekenntnisses“ gehört, dass zu viel vom Zorn Gottes die Rede ist, die sich mit der paulinischen Theologie (wie er sie exemplarisch an 2 Kor 5,17f.  aufzeigt) nicht vertrage. Die Lehre vom Zorn Gottes gehöre gar nicht zum Christentum, in dem es im Wesentlichen um die Versöhnung der Welt in sich (und nicht etwa der Welt zu Gott) gehe.
Die Lehre vom Zorn Gottes sei für Christen nicht förderlich und auch von Jesus sei kein einziges Wort über den Zorn Gottes überliefert. Manche Gleichnisse könnten dahingehend interpretiert werden, aber nur, wenn man z. B. die Rede vom zornigen König (Mt 22,1–14 ) unzulässigerweise buchstäblich auf Gott übertrage. Der Grund etwa für die paulinische Rede vom Zorn Gottes hänge damit zusammen, dass er zu Menschen des alten Bundes spreche oder zumindest zu solchen, die daher kommen. Und da sei viel vom Zorn Gottes und seinen Drohungen die Rede, für Christen gehöre dies aber zu dem Alten, das vergangen sei (2 Kor 5,17f. ). Der Zorn Gottes sei charakteristisch für die Gesetzlichkeit des alten Bundes, in der Strafandrohungen notwendig gewesen sein sollen, um Sünden zu vermeiden. Im Christentum aber wirke Gott durch Christus seinen Willen durch innere Kraft des Herzens und nicht durch äußeren Druck des Buchstabens. Daher brauche man nun die Vorstellung vom Zorn Gottes nicht mehr, sondern nur das Erinnern an seine Liebe, mit der er unsere Sünden am Kreuz aufgeopfert hat, was dazu führe, vom Bösen abgehalten zu werden. Auch dürfe die Rede vom Zorn Gottes nicht zur Vorbereitung auf den Glauben dienen, denn die Furcht soll durch Liebe ausgetrieben werden. Der Glaube dürfe nicht auf Furcht gründen.
Man dürfe zwar nach menschlicher Weise von Gott reden, aber der menschliche Zorn sei hierfür eine Grenze, denn im göttlichen Wesen gebe es keine Entsprechung dazu. Gott missbillige die Sünde, aber nicht in leidenschaftlichen Aufwallungen. Die Vorstellung, dass Gott Strafen verhänge, gehe auf unvollkommene Gotteserkenntnis zurück. Der Zorn Gottes beziehe sich nicht auf Christen als Kinder des Glaubens, sondern nur auf die Kinder des Unglaubens (Eph 5,6 ), denen es auch überlassen sei, sich zu fürchten. Es sei verwerflich, erst den Zorn Gottes darzustellen, um dann die einzige Rettungsmöglichkeit davor noch eindringlicher zu verkündigen. Auch dürften Christen nicht durch die Unsicherheit gequält werden, ob der Zorn Gottes wirklich gestillt sei. Auch Paulus und Petrus hätten bei ihren Missionpredigten nicht vom Zorn gesprochen (Apg 2 ; 17 ). Dass die beiden trotzdem vom Zorn Gottes zu Christen reden, liege nur daran, dass sie sie an ihren früheren Zustand erinnern wollten.
Nichtsdestotrotz habe die Rede vom Zorn Gottes einen Wahrheitsgehalt, weil sie den göttlichen Unwillen gegen die Sünde ausdrückt, der sich dann aber wiederum in göttlichem Erbarmen äußert. Unter dem Zorn Gottes zu sein (Joh 3,33–36 ) sei eine Zustandsbeschreibung derer, die in Feindschaft gegen Gott leben; aber nicht in dem Sinne, dass Gott auf sie zornig wäre, sondern dass ihr Zustand dem entspreche, was das Resultat davon wäre, wenn Gott auf sie zornig wäre (nach menschlicher Vorstellungsweise). Eine Ahnung vom Zorn könne dazu führen, eine Seele aus diesem ihren unheilvollen Zustand zu entreißen; diese dürfe aber nicht von Predigten ausgenutzt werden. Die Verkündigung solle nicht die falsche Furcht vor dem Zorn Gottes bewirken, sondern die Augen für die Erkenntnis öffnen, dass Gott die Liebe sei.

#### Paul Tillich

##### Band 1: Die Lehre vom Sein und von Gott
In den Bänden von Paul Tillichs Systematischer Theologie stehen die ersten beiden Vorkommnisse vom Zorn Gottes im Zusammenhang mit Paraphrasen von Martin Luthers Theologie: Gottes Liebe und Gottes Zorn seien laut Luther keine Gegensätze in Gottes Herz. Vielmehr sind Liebe und Zorn Gottes Ausdrücke für Gegensätze in der göttlich-menschlichen Beziehung. Daneben verweist Tillich beiläufig darauf, dass Luther manchmal den Zorn Gottes mit Satan identifiziere. Am ausführlichsten in Band 1 kommt Tillich auf den Zorn Gottes im Zusammenhang mit Gottes Liebe zu sprechen: Es werde ein Konflikt zwischen Gottes Liebe und seiner Gerechtigkeit bzw. zwischen seiner Liebe und seinem Zorn festgestellt. Der Konflikt könne aber nicht in Gottes Wesen selbst liegen, dessen Natur Liebe sei. Der Konflikt entstehe nur in Beziehung zu der Kreatur, die gegen Gerechtigkeit und somit gegen Liebe verstößt, worauf Gericht und Verdammnis folgen, allerdings nicht als Akt göttlichen Zorns oder von Vergeltung, sondern im Sinne einer Reaktion von Gottes liebender Kraft gegen das, was Liebe verletzt. Verdammnis sei also nicht die Negation von Liebe, sondern die Negation der Negation von Liebe. Was sich der Liebe, also der Wiedervereinigung des Getrennten mit Gott, widersetzt, wird in der Trennung von Gott belassen, in der unweigerlich Selbstzerstörung impliziert sei. Dem vermeintlichen Problem, dass Gott Affekte zugeschrieben werden, begegnet Tillich mit dem Verweis darauf, dass etwas, das literal verstanden wenig Sinn ergibt, durchaus im metaphorischen Sinne sinnvoll sein könne. Der Zorn sei weder ein Affekt neben seiner Liebe oder ein Motiv seiner Vorsehung, sondern ein emotionales Symbol für das Werk der Liebe, das dasjenige verwirft und der Selbstzerstörung überlasse, was sich ihr widersetzt. Die Erfahrung vom Zorn Gottes sei die, dass man ein Bewusstsein für das Selbstzerstörerische des Bösen habe, was in dem Getrenntsein vom Grund des Seins begründet liege. Diese Erfahrung sei real und daher die Rede vom Zorn Gottes unverzichtbar. Hat die Liebe aber eine Grenze im eschatologischen Gericht? Ewige Verdammnis heißt aber nicht immerwährende Strafe, sondern das Ende von Existenz, weil die Trennung vom Grund des Seins den Sturz ins Nicht-Sein bedeute. Die einzige Grenze der Liebe liege also im Widerstand endlicher Geschöpfe gegen sie.

##### Band 2: Harmatiologie und Christologie
Verzweiflung sei ein Anzeichen menschlicher Selbstzerstörung und des Bösen. Die Erfahrung der Verzweiflung werde im Symbol „Zorn Gottes“ reflektiert. Insofern drücke dieses Symbol ein Element in der Beziehung zwischen Gott und Mensch aus. Die einzige Möglichkeit, wie die Liebe in dem wirken könne, der die Liebe verwirft, sei, dass sie denjenigen den selbstzerstörerischen Konsequenzen überlasse, die die Ablehnung der Liebe mit sich bringe. Die Rede vom Zorn Gottes sei in vorläufiger Hinsicht legitim, in absoluter Hinsicht wäre sie falsch, denn nicht der Zorn, sondern die Liebe habe das letzte Wort.
Tillich geht auch auf die Christologie von Anselm von Canterbury ein. In ihr gehe es darum, dass am Kreuz sowohl dem Zorn als auch der Liebe Gottes Genüge getan werde: Denn Liebe ohne Gerechtigkeit wäre schwach. Darin sieht Tillich auch den psychologischen Grund für den großen Erfolg dieser objektiv verstandenen Satisfaktionslehre, nämlich dass sie nicht über die Sünde und das schlechte Gewissen einfach so hinweggeht, sondern beides – schlechtes Gewissen und Botschaft der Befreiung von Schuld – in sich aufnehme.

##### Band 3: Das Heilige Geist und das Leben; die Geschichte und das Reich Gottes
Die Gegenwart des göttlichen Geistes zeige sich im Einzelnen u. a. im Paradox des Neuen Seins, das in der Rechtfertigung durch Gnade aus Glauben liege. Luther betone dabei die Erfahrung des Einzelnen, die sowohl göttlichen Zorn als auch göttliche Vergebung beinhalte, wobei beides zu einer direkten persönlichen Beziehung mit Gott führe. Diese „Psychologie“ von Gericht und Rechtfertigung des Einzelnen sei eine der tiefsten Einsichten der Geschichte der Kirche.
Das Jüngste Gericht dürfe nicht als ein in der Zukunft liegender Zeitpunkt aufgefasst werden, sondern es vollziehe sich ständig im immer gegenwärtigen Ende der Geschichte, bei der das Negative, das vorgebe, Gutes zu sein, als Negatives enttarnt werde und dem Gericht Gottes als brennendes Feuer anheimfalle. Hingegen werde nichts Positives verbrannt, auch nicht durch das Feuer des göttlichen Zorns. Sondern Gott sei das Positive, der sich selbst nicht vernichten könne und somit auch nicht das Positive, was Ausdruck des Sein-Selbst sei.

#### Wilfried Härle
Härle unterscheidet in seinem Artikel „Die Rede von der Liebe und vom Zorn Gottes“ fünf Stufen:
1. Die Stufe der Ethik: In der Bibel werde der Zorn des Menschen meist negativ dargestellt. Der Zorn aus schlechten Motiven sei zu unterscheiden von einem heiligen Zorn, der über das entbrennt, was der geliebten Person schadet. Letzterer sei der Zorn Gottes, der sich teils auch auf Menschen übertragen kann.
2. Die Stufe der Gotteslehre: Zorn sei keine von der Liebe unabhängige Größe, sondern Ausdruck ihrer Wahrhaftigkeit. Es wäre keine richtige Liebe, wenn sie nicht über das zürnen würde, was den Geliebten schadet. Gottes Wesen sei Liebe, sein Wesen sei aber nicht Zorn, auch wenn es zur Liebe gehört, dass er manchmal zürnt.
3. Die Stufe der Christologie: Zorn werde dadurch vergeben, dass die Vergebenden den Zorn nicht gegen die Schuldigen richten, sondern den Zorn selbst tragen. So habe auch Gott in Christus den Zorn getragen.
4. Die Stufe der Eschatologie: Der Heilswille Gottes gelte allen Menschen, sodass sie vom Zorn gerettet werden. Wenn die Vergebung im Glauben nicht angenommen werde, bleibe sie unwirksam. Ob Gott nun seinen universalen Heilswillen nicht durchsetzen könne, oder ob das Kriterium des Glaubens hinfällig werde, das müsse offen bleiben. Oder vielleicht finde Gott noch einen anderen Weg, den wir nicht verstehen, seinen universalen Heilswillen mit dem Kriterium des Glaubens zu verbinden.
5. Die Stufe der Prädestinationslehre: Eine Prädestination zum Unheil (etwa zu „Gefäßen des Zorns“, Röm 9,22f. EU) stamme jedenfalls nicht von Gott. Die einfache Prädestination nur zum Heil gelte allen Menschen (sie sei jedoch resistibel/verlierbar). Wenn Leute dennoch die Befürchtung haben, dass der Zorn Gottes auf ihnen sei, so seien sie daran erinnert, dass nichts (auch kein verwerfender Zorn) von Gott bzw. Gottes Liebe trennen kann (Röm 8 EU insb. Verse 35–39).

#### Ralf Miggelbrink
Miggelbrink erläutert bei seinen hermeneutischen Überlegungen, dass der biblisch bezeugte Zorn Gottes nicht mythologische Rede sei, sondern vor allem von den Schriftpropheten und deuteronomisch-deuteronomistischen Theologen geprägt wurde, die sich für eine Entgöttlichung der Welt einsetzten: Der Verehrung von Bergen, Sternen, Bäumen usw. wurde die politisch-konkrete Idee entgegengestellt, dass Gott über die Missstände der Gesellschaft erzürnt.
Der Zorn Gottes könne auch nicht im Sinne eines postmodernen Pluralismus als eine legitime Form der Gottesrede neben anderen gelten. Von Anfang an habe die Zorn-Gottes-Theologie universale Gültigkeit beansprucht, weil es der eine, monotheistische Gott ist, dem am Heil seiner ganzen Schöpfung gelegen sei.
Stattdessen schließt sich Miggelbrink einer metapherntheoretisch fundierten Lesart an: Jegliche Rede von Gott habe analogen und metaphorischen Charakter. Metaphorische Rede sei aber nicht als uneigentliche Rede misszuverstehen, sondern sie provoziere die Leistung der Rezipierenden: Texte seien Sinnereignisse, die dadurch entstehen, dass Rezipienten sich auf andere Wirklichkeiten einlassen und somit verändert werden. Gott sei das Geheimnis, das sich nur mystagogisch erschließt, also durch existentielles Betroffensein (anstatt durch analytische Betrachtung). Gotteserkenntnis sei immer mit dem Subjekt und dessen Biografie verbunden. Das führe aber nicht zur Relativierung theologischer Aussagen, sondern in den subjektiven Erfahrungen sei man mit anderen verbunden, die ähnliche Erfahrungen machen. Auch die Bibel enthalte Grundtypen von Gotteserfahrungen, mit denen man sich identifizieren kann. Damit hänge zusammen, dass Theologie nur narrativ-metaphorisch funktionieren könne: Dabei lassen sich die vielfältigen, widersprüchlichen Metaphern und Erzählungen der Bibel nicht einfach in abstrakte Sprache übersetzen.
Zu den vielfältigen in der Bibel aufgehobenen Erfahrungen gehöre auch die Erfahrung von Gottes Zorn, der von Menschen als ein göttlicher Widerstand gegen die Unrechtsstrukturen dieser Welt erfahren wird. Der prophetische Eifer für Gerechtigkeit sei von Adonai inspiriert, der seinerseits sich als der Gott der Sklavenbefreier offenbart hat (Ex 3 ). Tieropfer und Tempelkult hätten der Aufrechterhaltung des status quo gedient, wohingegen die Propheten die dadurch vertuschten Unterdrückungen aufgedeckt haben sollen. Daher habe auch der zornige Jesus Tempelkritik geübt. Er habe sich vom Zorn Gottes leiten lassen, der letztlich dazu geführt habe, sich selbst unter die Unrechtsbedingungen zu beugen, die zu kritisieren seien. Im Vertrauen auf Gott, dessen Macht sich dann tatsächlich als die überlegenere erwiesen habe, habe Jesus durch seinen Gewaltverzicht die Gewaltspirale durchbrochen (siehe auch Feindesliebe), die den göttlichen Zorn ausgelöst habe. Göttlicher Zorn sei aus der Liebe motiviert, die nicht zulassen kann, dass bestimmten Menschen Zugang zum heilvollen Leben verwehrt bleibt. Wer allerdings nicht das Heilsangebot annehme, der verharre in den gewaltvollen Strukturen, die vom Zorn Gottes getroffen werden. Die Aufgabe der Kirche jedenfalls sei es, sich vom göttlichen Zorn anstecken zu lassen, der aus Liebe entschieden den korrupten Missverhältnissen dieser Welt entgegentrete.

#### Stefan Volkmann

Metaphernmodell zum Zorn Gottes nach Stefan Volkmann

Volkmann beginnt seine Auseinandersetzung mit hermeneutischen Reflexionen. Neben der Beobachtung, dass der Zorn Gottes ein Randthema der Theologie sei, geht er darauf ein, dass die Rede von Gott metaphorische Sprachweise sei. Metaphern seien nicht einfach Einzelbegriffe, die in nicht-metaphorische Sprache übersetzt werden können, sondern sei „eine Figur von Sprache, wodurch wir über ein Ding in Termini reden, welche als hinweisend auf etwas anderes angesehen werden“ (260). Es werde also über den Referenten Gott in Termini geredet, die auf den menschlichen Zorn hinweisen. Menschlicher Zorn erschließe den Zorn Gottes und andersherum. Basismetaphern können zu Modellen ausgearbeitet werden, wenn sie nicht auf ihre kreative Funktion reduziert werden, sondern wenn sie hinsichtlich ihrer Kohärenz und Tragfähigkeit überprüft werden: Ein Modell könne weitere Metaphern aus einem ähnlichen bildspendenden Bereich enthalten, die zusammen ein System bilden. Volkmann will zeigen, dass das Modell, das von der Basismetapher Zorn her entwickelt wird, ein Teilmodell des größeren Modells der Basismetapher „Gott ist Liebe“ bildet. Innerhalb des größeren Modells müsse sich das Teilmodell als kohärent erweisen. Ob ein Metaphernmodell gelungen ist, sei davon abhängig, welche Art von Analogien überwiegen: Positive Analogien seien bei Eigenschaften gegeben, die sowohl dem Explikandum als auch dem Explikans zukommen. Negative Analogien seien Eigenschaften, die entweder nur dem Explikandum oder dem Explikans zukommen. Neutrale Analogien seien Eigenschaften, bei denen noch nicht sicher ist, ob sie negativ oder positive Analogien seien, wodurch diese Art besonders zu weiteren Forschungsbemühungen anrege oder die Grenzen menschlicher Vernunft und Erkenntnismöglichkeit aufzeige.
Eine positive Analogie bestehe in der Affektivität, da Zorn auf eine Verletzung von Normen oder Identitätsbeschreibungen zurückzuführen sei. Die Vorstellung des göttlichen Zorns diene als Korrektiv für die Vorstellung des neutralen Richters, der austauschbar wäre und nur eine Sekundärbeziehung zu Anklagenden und Angeklagten habe. Die Rede vom Gott als zorniger Richter verdeutliche, dass er in einer Primärbeziehung zu seinen Geschöpfen steht, die er liebt. Auf deren Abwendung reagiere er mit Verletzung.
Göttliche Unwandelbarkeit (immutabilitas), Leidensunfähigkeit (impassibilitas) und Unkörperlichkeit (incorporalitas) seien immer wieder als Einwände gegen den Zorn Gottes formuliert worden. Allerdings bekomme Gott-Vater trinitätstheologisch Anteil am Zorn der anderen Personen durch Idiomenkommunikation, also Anteil am Zorn Christi, der zornig wurde und am Kreuz auch am Zorn litt, und auch Anteil am Zorn des Heiligen Geistes, der sich in Propheten und Heiligen immer wieder äußere. Somit sei auch hier eine positive Analogie festzustellen.
Eine negative Analogie bestehe in den (un-)begrenzten Möglichkeiten der Zornhandlungen und die Gewissheit über deren Erfolg, die bei allmächtigem Schöpfer und abhängigem Geschöpf unterschiedlich seien.
Eine neutrale Analogie bestehe in der Zuordnung von Gottes Liebe und Gottes Zorn, die zwar ihre Entsprechung in der menschlichen bipolaren Affektkonstitution habe, aber besonders in der Frage nach der Prädestination in Anschluss an Luther zu dem Problem von Gottes eigentlichem Werk (opus proprium) und fremden Werk (opus alienum) führe. Diese Analogie ist insofern neutral, als dass gegenwärtig nur im Modus der Hoffnung über die Einheit von Liebe und Zorn gesprochen werden kann, diese Hoffnung sich aber erst im Eschaton zu erweisen habe.

#### Ingolf U. Dalferth

Zorn bei Dalferth

Dalferth setzt bei der menschlichen Emotion des Zorns an, die zum einen eine biologische Fähigkeit des Menschen sei und neurobiologisch erklärt werden könne, dessen Ausdruck aber andererseits auch von Mensch zu Mensch und je nach Kultur variieren könne. Daher müssen sich Kultursemantik und Neurobiologie in der Zornforschung ergänzen. In der europäischen Zornkultur lasse sich die Spannung identifizieren: Zorn wird sowohl als etwas erlebt, das sich der eigenen Kontrolle entzieht und einen wie eine fremde Macht überfällt, als auch als etwas, für das man Verantwortung trägt. Gegen den Zorn könne man sich zwar nicht wehren, aber man könne entweder verantwortungsvoll oder unangemessen damit umgehen. Schon von Aristoteles ließen sich folgende Punkte herausgreifen:
- a) Zorn sei eine negative Emotion mit negativer Handlungsabsicht.
- b) Zorn sei gegen eine Person gerichtet.
- c) Zorn habe seinen Grund in der Verletzung einer Norm.
- d) Zorn habe zum Motiv, dass der Adressat tatsächliche oder beabsichtigte Schaden zugefügt habe.
- e) Zorn sei kaum zu unterdrücken.

In griechisch-antiken Polytheismen seien Menschen als Wirkungsfelder der Götter vorgestellt worden: Verschiedene menschliche Emotionen seien darauf zurückzuführen, dass Gottheiten in diesen Menschen wirken (z. B. bei Streitsucht die Gottheit Eris). Die Philosophen verwarfen den Polytheismus, weil sie Kritik an Darstellung (Anthropomorphismus), Vorstellung und Relevanz der Götter übten. Sie entwickelten das, was Dalferth apathischen bzw. kosmotheologischen Monotheismus nennt, den er dem biblischen Monotheismus gegenüberstellt:
| Kosmotheologischer Monotheismus            | Biblischer Monotheismus                  |
| ------------------------------------------ | ---------------------------------------- |
| Es gibt nur einen Gott.                    | Es gibt nur einen Gott.                  |
| Gottes Beziehung zur Welt ist Korrelation. | Gottes Beziehung zur Welt ist Schöpfung. |
| Übel ist eine notwendige Tatsache.         | Übel ist eine kontingente Tatsache.      |
| Gott ist apathisch.                        | Gott ist pathisch.                       |

Gottes Liebe fördere das, was die Welt zu seiner Schöpfung mache, sein Zorn beende das, was die Schöpfung pervertiert. Zorn trete dabei nicht in Gegensatz zu Gottes Liebe, sondern sei Ausdruck seiner Gerechtigkeit. Der Zorn werde der Liebe auch nicht neben-, sondern untergeordnet. Gottes Liebe werde dann zum Zorn, wenn etwas seine liebende Ordnung gefährdet. Wie Paulus in Röm 1,18  andeute, richte sich der Zorn zwar gegen die Gottlosigkeit, aber nicht gegen die Person selbst, sondern nur gegen das, was die selbstschädigende Nichtbeachtung der Liebe Gottes herbeiführt. Wer hingegen Buße tue und glaube, werde vor dem Zorngericht errettet. Gottes Zuwendung zum Menschen sei also Pathos und Passion: Es handle sich nicht um affektlose Liebe, sondern um Liebe, die sich sowohl im Zorn als auch im Erbarmen manifestiere.

## Islam
Im Koran spricht die erste Sure vom Zorn Gottes als Unterscheidungsmerkmal für den geraden Weg derer, denen Gott Gnade erwiesen hat, vom Weg derer, die dem Zorn Gottes verfallen sind und irregehen. Insbesondere auch diejenigen, die, nachdem sie gläubig waren, vom Glauben abfallen (siehe Apostasie im Islam), ziehen sich Gottes Zorn zu und haben gemäß Sure 17, Vers 106 „eine gewaltige Strafe zu erwarten.“
Unter anderem die Charta der Hamas (Art. 32) beruft sich unter Bezugnahme auf die antisemitischen Protokolle der Weisen von Zion unter Zitierung von Sure 8, Vers 16 auf den Zorn Allahs, den sich all diejenigen zuziehen, die dem Kampf mit den Ungläubigen den Rücken zukehren.